# Aulonothroscus nodifrons
Aulonothroscus nodifrons är en skalbaggsart som beskrevs av Blanchard 1917. Aulonothroscus nodifrons ingår i släktet Aulonothroscus och familjen småknäppare. Inga underarter finns listade i Catalogue of Life.